# Rzsevi csaták
A rzsevi csaták (oroszul Ржевская битва, rzsevi csata) Rzsev térségében végrehajtott szovjet felszabadító ütközetek összefoglaló neve a második világháborúban, melyek 1942 januárjától 1943 tavaszáig tartottak. A fő műveleti területek Rzsev, Szicsovka és Vjazma körzeteiben voltak közel másfél éven át. A moszkvai csatát követően ugyanis a szovjet csapatok célja a Rzsevnél kialakult kiszögellés és az ott állomásozó német erők bekerítése és felszámolása volt, hogy ezzel biztosítsák a Sztálingrád felszabadítására indított hadműveletet. Ezt a célt a szovjeteknek hatalmas veszteségek árán sem sikerült elérni, a németek végül visszavonultak, kiürítették Rzsev térségét. Az elszenvedett hatalmas veszteség miatt az összecsapás oroszul „rzsevi húsdaráló” (Ржевская мясорубка) néven is ismert.
Ez az időszak viszonylag gyéren forrásolt mind a keleti (orosz), mind a nyugati, mind a magyar hadtörténeti szakirodalomban. A Szovjetunió felbomlását követően mód nyílt a szovjet levéltárak részleges kutatásaira, melyek feldolgozása napjainkban is tart. Ezért a térség ütközeteinek pontosan behatárolható idejéről, neveiről, résztvevőiről, veszteségeiről kevés megerősíthető adat áll rendelkezésre.

## A hadműveletek kezdete – Rzsev–Vjazma hadászati támadó hadművelet
1942. január 5-én Sztálin úgy ítélte meg, hogy a Moszkvánál kivívott győzelem után kiváló alkalom nyílik egy offenzíva indítására: úgy vélte, hogy a németek a Moszkvai csata után kimerültek, ráadásul nem készültek fel a télre és ezt ki kell használni. Zsukov nem értett egyet vele, mivel úgy vélte, hogy a szovjet csapatok kimerültek a támadás megindításához, de Sztálin nem törődött ezzel a véleménnyel.
A Rzsev és Vjazma környékén indítandó támadásra a Kalinyini Front és a Nyugati Front részét képező, Mihail Jefremov vezette 33. hadsereg kapott parancsot. Január 8-án északról a Kalinyini front egységei, majd 10-én délről Jefremov törtek be a németek által birtokolt területre, hogy körbezárják a Walter Model vezetésével, a 9. hadsereg által védett Rzsev–Vjazma kiszögellést, ami meglehetősen közel – körülbelül 200 kilométerre – esett Moszkvához. Az erőviszonyok azonban nem voltak kiegyenlítettek. A németek a rendelkezésükre álló három hónap alatt jelentős erődítési munkákat végeztek a kiszögellés területen, felhasználva a Vörös Hadsereg által korábban hátrahagyott védelmi építményeket, továbbá jelentős tüzérséggel rendelkeztek és totális légi fölényben voltak. Ezzel szemben a szovjet csapatok felszerelése hiányos volt és nem tudták az offenzívát tüzérségi támadással előkészíteni, így a szovjetek jelentős veszteségeket szenvedtek. A mínusz 30 fokos hideg azonban mindkét felet sújtotta, különösen a németeket, akik a villámháború sikerében bízva nem szerelték fel alakulataikat téli felszereléssel.
Miután Jefremov csapatai Vjazma irányába mélyen behatoltak a német vonalak mögé, körbezárták őket. Jefremov segítséget kért és engedélyt a kitörésre, ám Zsukov – aki Jefremovot hibáztatta, mondván az nem gondoskodott megfelelő utóvédről – megtagadta ezt és parancsot adott a továbbnyomulásra. Szintén körbezárták a 29. hadsereget. A két, csapdába esett alakulatnak fogytán volt az ellátmánya és a német bombázók folyamatos támadásokat intéztek ellenük. Mivel Zsukov továbbra sem engedélyezte Jefremovnak a kitörést, az egyenesen Sztálinhoz fordult, de Sztálintól is azt a parancsot kapta, hogy tartson ki. Az engedélyt a kitörésre csak áprilisban kapta meg, de nyilvánvaló volt, hogy a mocsarassá vált területen az éhező és munícióval nem rendelkező hadsereg erre képtelen lenne. A szovjet parancsnokság egy repülőgépet küldött Jefremovért azzal a paranccsal, hogy hagyja hátra embereit, ő azonban megtagadta a parancsot: maga helyett a csapatzászlót küldte vissza, hogy az ne kerülhessen az ellenség kezére. Vezetésével a 33. hadsereg maradéka megkísérelte a kitörést, de ez keveseknek sikerült. Április 18-án a többszörösen megsebesült Jefremov öngyilkos lett, hogy elkerülje a fogságba esést. Másnap a németek katonai tiszteletadással temették el.
A hadműveletben négy hónap alatt a szovjet statisztikák szerint 300 000 szovjet katona esett el és félmillió sebesült meg.

## A júliusi offenzíva
A 29. és a 33. hadsereg megsemmisülése után Sztálin arra számított, hogy a németek nem dél felé indítanának támadást, hanem újra megkísérlik elfoglalni Moszkvát, mivel részükről túl kockázatos lenne a frontvonal széthúzása. Ezért a szovjet hadvezetés újabb támadást tervezett a rzsevi kiszögellés ellen. A németek azonban a várakozások ellenére megindították támadásukat dél felé a Volga folyó, a kaukázusi olajmezők és az iparilag és lélektanilag is fontos Sztálingrád irányába. A német csapatok déli átcsoportosításának akadályozására a szovjetek mindent megtettek, így Rzsev körzetében is újabb harcok alakultak ki.
1942 nyarán a Rzsevtől körülbelül 100 kilométerre délnyugatra fekvő Puskari közelében a németek bekerítették és részeire szakították a vonalaik mögé betört szovjet 39. hadsereget, amelynek célja Rzsev elfoglalása volt. Július 5-én éjjel a szovjetek kitörést kíséreltek meg, de a németek megakadályozták azt. A 39. hadsereg parancsnokát Ivan Maszlennyikovot repülőgépen kimenekítették a gyűrűből. Helyettesei Bogdanov és Ivanov a hadsereg maradékával megkísérelték a kitörést de mindketten elestek és mindössze néhány ezer szovjet katona jutott vissza az övéihez. Július folyamán a szovjetek 47 000 embert veszítettek.

## A Rzsev–Szicsovka támadó hadművelet
Július folyamán a szovjetek újabb támadást terveztek, a német kiszögellés felszámolására a Nyugati és a Kalinyini Front bevetésével. Július 30-án a Kalinyini Front – jelentős tüzérségi előkészítés után – megindította támadást. Ám a szovjetek szerencsétlenségére egy egy hétig tartó esős idő járhatatlanná tette az utakat és a tüzérség nem tudta követni a gyalogságot: a tankok és vontatott lövegek elsüllyedtek a sárban. Emiatt a Nyugati Front támadása is késve – augusztus 4-én – indult csak meg. Augusztus közepére térségben rendkívül brutális harcok alakultak ki. A szovjetek elfoglaltak három települést de támadásuk elakadt. Helyzetüket nehezítette a muníció és a tapasztalt harctéri parancsnokok hiánya, ami ismét hatalmas mértékű emberveszteséghez vezetett.
Szeptember 30-án a szovjet 30. hadsereg betört Rzsevbe ahol utcai harc kezdődött. Az épületek birtoklásáért elkeseredett küzdelem kezdődött és a frontvonal a településen belül stabilizálódott, illetve – noha októberre a harcok intenzitása némileg csökkent – év végéig azon belül mozgott előre-hátra. A házról-házra zajló harc során a település gyakorlatilag teljesen elpusztult.

## Marsz hadművelet
1942 novemberében a németek hírszerzési forrásból tudomást szereztek róla, hogy a szovjetek november közepén nagy erejű támadásra készülnek Rzsevnél. Ennek következtében jelentős erősítés érkezett a frontszakaszra és a november 25-én valóban meginduló szovjet támadás, a Marsz hadművelet egy jelentősen megerősített védvonalba ütközött.
Az információ forrása valószínűleg Alekszandr Gyemjanov szovjet vezérkari tiszt volt, akit a németek korábban beszerveztek. Gyemjanov azonban kettős ügynök volt, az általa átadott információ pedig valószínűleg egy félrevezető akció része volt: a szovjetek így akarták lekötni az németek erőit és elterelni a figyelmet a Sztálingrád bekerítésére indított Uránusz hadműveletről. Vitatott, hogy Zsukov tudott-e erről, amikor a Marsz hadműveletet megindította. Emlékirataiban úgy emlékezik meg a Marsz hadműveletről, mint elterelő akcióról, ám ennek ellentmond, hogy a szovjetek nagyobb erőt küldtek Rzsev, mint Sztálingrád ellen, illetve hogy a Marsz hadművelet csak az Uránusz hadművelet megindítása után kezdődött.
A hadművelet a megszokott stratégia szerint zajlott: a  Nyugati és a Kalinyini Front együttes támadásával. A Mihail Szolomatyin által vezetett gépesített hadosztály sikerrel betört a német vonalak mögé, ám ott – ahogyan az korábban a 33. és 39. hadsereggel is történt – a csapatokat a németek bekerítették. Szolomatyin azonban sikeresen kitört a gyűrűből.
A hadművelet újabb 100 000 szovjet katonát követelt, de a németek nem tudtak erősítést küldeni Sztálingrádhoz, amit november 20-ára a szovjetek körbezártak. A Marsz hadművelet december közepére véget ért, a szovjetek védekező pozíciót vettek fel.

## Német visszavonulás
Sztálingrád körbezárása alapvetően megváltoztatta az erőviszonyokat. Fennállt a veszélye, hogy a szovjetek bekerítik a 9. hadsereget, ezért Model és Günther von Kluge sürgetésére Hitler elrendelte a Büffel hadműveletet: a kiszögellés kiürítését és a csapatok visszavonását. Az művelet keretében újabb védelmi vonalat alakítottak ki, majd előbb az ellátmányt és haditechnikát szállították el. A németek a terület polgári lakosságát, 60 000 embert is nyugatra kényszerítettek. Számos rzsevi épületet aláaknáztak, az infrastruktúrát pedig megsemmisítették.
Noha a szovjetek tudtak a német visszavonulásról, elmulasztották kihasználni a helyzetet a visszavonuló ellenség megsemmisítésére. Ivan Konyev tábornokot, a Nyugati Front vezetőjét február 27-én fel is mentették feladatának el nem végzése miatt. Ám a történteknek komolyabb következménye nem lett és Konyev hamarosan visszatérhetett a harcmezőre.
Március elsején este hét órakor a németek megkezdték a kivonulást, miközben egy kisebb alakulat elterelés céljából Rzsevben maradt még két napig. Március 2-án a németek felrobbantották a Volga hídját.
Március 3-án a szovjet csapatok bevonultak Rzsevbe. Az elaknásított templomba zárva 200 helyi lakost találtak, akik ekkor már öt napja voltak az épületben élelem és víz nélkül. A németek március 22-éig vonultak vissza. A frontvonal 250 kilométerrel nyugatabbra helyeződött.

## Főbb hadműveletei
- Gyemjanszki támadó hadművelet (Gyemjanszki katlancsaták) (1942. január 7 – 1943. február vége)
- Rzsev–Vjazma hadászati támadó hadművelet (1942. január 8 – április 20.)
- Szicsovka–Vjazma támadó hadművelet (1942. január 8 – február 28.)
- Toropec–Holm támadó hadművelet (1942. január 9 – február 6.)
- Mozsajszk–Vjazma támadó hadművelet (Jupityer hadművelet) (1942. január 10 – február 28.)
- Vjazma környéki szovjet légideszant-műveletek (1942. január 18–február 28.)
- Rzsev–Vjazma hadművelet (1942. március 3 – április 20.)
- Hannover hadművelet német részről, amely a szovjet partizánok és légiszállítású szovjet erők felszámolására irányult, (1942. április–június)
- Seydlitz hadművelet (1942. július 2 – ?)
- Első Rzsev–Szicsovka támadó hadművelet (1942. július 30 – augusztus 23.)
- Második Rzsev–Szicsovka hadászati támadó hadművelet (Marsz hadművelet) 1942. november 25–december 20.
  - Szicsovka támadó hadművelet (1942. november 24 – december 14.)
  - Belij támadó hadművelet (1942. november 25 – december 16.)
  - Lucsesza támadó hadművelet (1942. november 25 – december 11.)
  - Molodoj Tud támadó hadművelet (1942. november 25 – december 23.)
  - Velikije Luki támadó hadművelet (1942. november 24 – 1943. január 20.)
- Büffel hadművelet (1943. március 1 – március 30.)
- Rzsev–Vjazma hadművelet (1943. március 2 – március 31.)

## Az ütközetsorozatok kulturális vonatkozásai
A névtelen csatákra emlékeztet Alekszandr Tvardovszkij Rzsev alatt öltek meg (Я убит подо Ржевом, (1945-1946)) című költeménye.